# Werner von Erdmannsdorff
Werner von Erdmannsdorff, nemški general, * 26. julij 1891, † 5. junij 1945.